# آزمون افشانه نمک
آزمون افشانه نمک (به انگلیسی: Salt Spray Test) یا تست سالت اسپری یا تست اسپری نمک یک روش استاندارد تست خوردگی است که برای بررسی مقاومت مواد و پوشش‌های به کار رفته برای ممانعت از خوردگی استفاده می‌شود. معمولاً مواد مورد آزمایش فلزی بوده و با یک لایه سطحی که برای فراهم آوردن درجه‌ای از محافظت خوردگی در نظر گرفته شده پوشش داده شده‌است. افشانه نمک یک روش سریع آزمون خوردگی می‌باشد که حمله‌ای خورنده را به نمونه‌های پوشش داده شده به منظور ارزیابی (معمولاًمقایسه‌ای) پوشش استفاده شده صورت می‌دهد. محصولات خوردگی (زنگ) بعد از مدت زمان از قبل تعیین شده ارزیابی می‌شوند. مدت زمان آزمون بستگی به مقاومت پوشش به رفته دارد. معمولاً هرچه مقاومت پوشش بیشتر باشد، زمان آزمایش بیشتر خواهد بود. آزمون افشانه نمک یکی از متداول‌ترین و قدیمی‌ترین آزمون‌های خوردگی می‌باشد. ASTM B117 نخستین استاندارد شناخته شده بین‌المللی افشانه نمک می‌باشد که در سال ۱۹۳۹ منتشر شد. استانداردهای مهم دیگر ISO 9227، JIS Z2371 و ASTM G85 می‌باشند.

## کاربردها
محبوبیت تست اسپری نمک به دلیل ارزانی نسبی، سرعت بالا، استانداردسازی مناسب و تکرار پذیر بودن آن می‌باشد. اگرچه در برخی سطوح مشخص ممکن است همبستگی ضعیفی بین مدت زمان اسپری نمک و طول عمر مورد انتظار پوشش وجود داشته باشد اما این روش محبوبیت جهانی خود را به دلیل قیمت ارزان و نتایج سریع به دست آورده‌است. بیشتر محفظه‌های اسپری نمک امروزه برای پیش‌بینی مقاومت به خوردگی استفاده نمی‌شوند بلکه برای برقراری یک فرایند مثل آماده‌سازی و رنگ آمیزی، الکتروپلیتینگ، گالوانیزه کردن و موارد مشابه آن بر پایه مقایسه به کار می‌روند. برای مثال اجزای آماده‌سازی شده و رنگ شده باید ۹۶ ساعت در معرض اسپری نمک خنثی قرار گیرند تا برای تولید پذیرفته شوند. عدم توانایی در تحمل این شرایط دلالت بر ناپایداری فرایند شیمیایی آماده‌سازی یا کیفیت رنگ دارد و باید سریعاً رفع شود تا تولیدات بعدی دارای کیفیت مطلوب باشند.

## تجهیزات

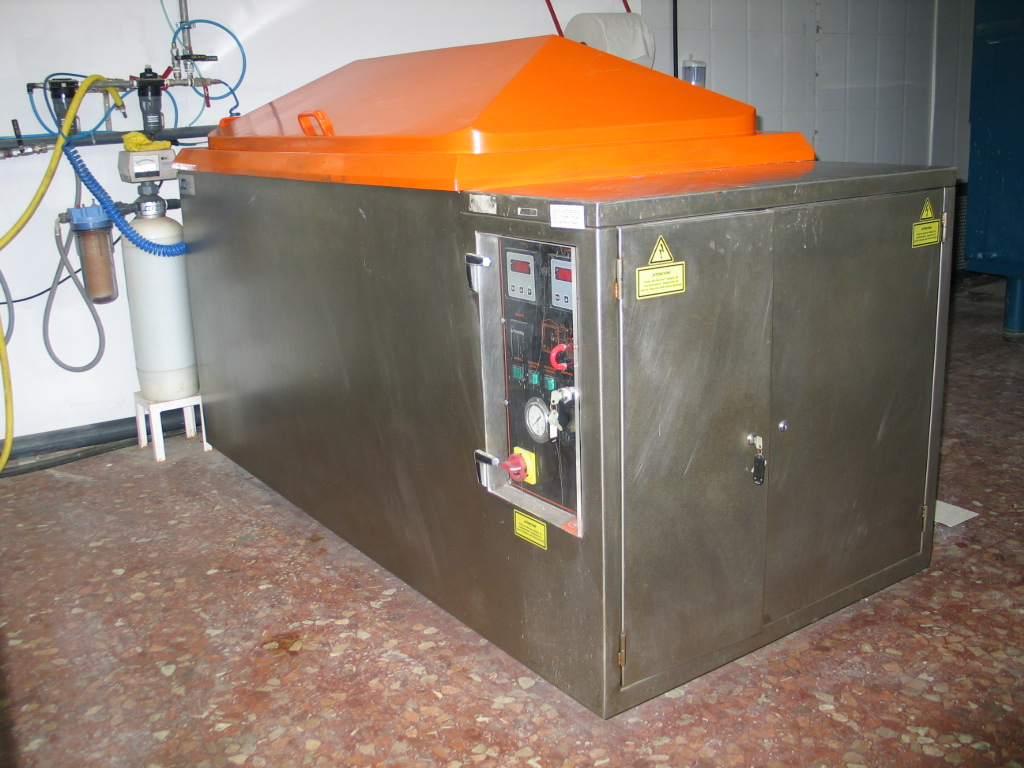
یک محفظه اسپری نمک

ابزار این آزمون متشکل از یک محفظه بسته می‌باشد که در آن محلول آب نمک ۵٪ به کمک هوای فشرده و از طریق نازل (های) اسپری کننده اتمیزه می‌شود. این کار، محیطی خورنده از مه‌آب نمک متراکم در محفظه ایجاد می‌کند به‌طوری‌که نمونه‌هایی که در این محیط قرار می‌گیرند شرایط خورنده شدیدی را تجربه می‌کنند. حجم این محفظه‌ها بسته به سازنده آن متفاوت است. یک اجماع عمومی تاریخی وجود دارد که محفظه‌های بزرگتر می‌توانند محیط تست همگن تری را فراهم نمایند.
تنوع در محلول‌های تست اسپری وابسته به مواد مورد آزمایش می‌باشد. متداول‌ترین تست برای مواد فولاد پایه تست اسپری نمک خنثی می‌باشد (به‌طور مخفف NSS) که نشان دهنده این است که این نوع محلول در pH خنثی بین ۶٫۵ تا ۷٫۲ آماده می‌شود. نتایج معمولاً بر اساس ساعت تست با محلول NSS بدون ظاهر شدن آثار خوردگی اعلام می‌شود (مثلاً ۷۲۰ ساعت در NSS بر اساس ایزو ۹۲۲۷). محلول آب دریای سنتز شده نیز معمولاً توسط برخی شرکت‌ها و استانداردها به عنوان محلول تست اسپری تعیین می‌شود. محلول‌های دیگر نیز دارای مواد شیمیایی دیگر شامل استیک اسید (به‌طور مخفف ASS) و استیک اسید با مس کلرید (به‌طور مخفف CASS) می‌باشند که هر کدام برای ارزیابی پوشش‌های تزئینی مثل مس- نیکل- کروم الکتروپلیت شده، نیکل- مس الکتروپلیت شده یا آلومینیوم آندیزه شده انتخاب شده‌اند. محلول‌های تست اسیدی معمولاً دارای pH بین ۳٫۱ تا ۳٫۳ می‌باشند.
برخی استفاده از محفظه‌هایی که قبلاً برای ASS یا CASS استفاده شده‌اند را برای NSS به دلیل ایجاد آلودگی و تداخل پیشنهاد نمی‌کنند. ادعا شده که پاک‌سازی کامل محفظه‌ها بعد از تست CASS بسیار مشکل است. ASTM این مشکل را مطرح نساخته ولی ایزو ۹۲۲۷ این روش را پیشنهاد ننموده و در صورت اصرار به انجام آن پاکسازی عمیق را لازم دانسته‌است.

## استانداردسازی
ساختار محفظه و روش و پارامترهای تست تحت استانداردهای ملی و بین‌المللیASTM B 117 و ISO 8227 استانداردسازی می‌شوند. این استانداردها اطلاعات ضروری برای انجام این تست را تشریح می‌کنند. پارامترهای تست مثل دما، فشار هوا برای محلول اسپری، آماده‌سازی محلول اسپری، غلظت، pH و غیره. بررسی روزانه پارامترهای تست برای انطباق با استانداردها ضروری است به‌طوری‌که نتایج براساس آن‌ها ثبت شود. ASTM B 117 و ISO 9227 به‌طور گسترده به عنوان استانداردهای مرجع استفاده می‌شوند. محفظه‌های تست بر اساس نیازهای معین ساخته می‌شوند.
با این حال، این استاندارها نه اطلاعاتی راجع به مدت دوره تست برای ارزیابی پوشش‌ها ارائه می‌دهند و نه در مورد ظاهر شدن محصولات خوردگی به صورت نمک اطلاعاتی می‌دهند. ملزومات مورد نیاز بین مشتری و تولیدکننده توافق می‌شود. در صنعت اتومبیل ملزومات بر اساس مشخصات مواد تعیین می‌شوند. پوشش‌های مختلف دارای رفتارهای متفاوتی تحت آزمون اسپری نمک هستند و در نتیجه مدت زمان تست از پوششی به پوشش دیگر متفاوت خواهد بود.
آب دریایی مصنوعی که گاهی اوقات برای تست اسپری نمک استفاده می‌شود در استاندارد ASTM بین‌المللی موجود است. استاندارد لازم برای آب دریایی مصنوعی ASTM D1141-98 می‌باشد که استاندارد معمول برای تهیه جانشین آب اقیانوس است.

## کاربردها
پوشش‌های نوعی که می‌توانند با این روش ارزیابی شوند عبارتند از:
- سطوح فسفاته
- روی و آبکاری روی- آلیاژ
- آبکاری کروم، نیکل، مس و قلع
- پوشش‌هایی که به صورت الکترولیتی اعمال نشده‌اند مثل پوشش‌های براده روی بر اساس ISO 10683
- پوشش‌های آلی، مثل بازدارنده‌های خوردگی
- پوشش‌های رنگ

سطوح پوشش داده شده به روش گالوانیزه گرم معمولاً توسط اسپری نمک تست نمی‌شوند (ایزو ۱۴۶۱ یا ایزو ۱۰۶۸۴ راببینید). این سطوح زمانی که در معرض محیط طبیعی قرار می‌گیرند تولید کربنات روی می‌نمایند که از سطح فلز محافظت نموده و سرعت خوردگی را کاهش می‌دهند؛ ولی نمونه‌های این سطوح وقتی در معرض اسپری نمک قرار می‌گیرند تولید کربنات روی نمی‌کنند و بنابراین این روش نتیجه واقعی را برای محافظت از خوردگی نشان نخواهد داد. ایزو ۹۲۲۳ روش مناسب برای اندازه‌گیری میزان مقاومت خوردگی را برای نمونه‌های گالوانیزه گرم شده در اختیار قرار می‌دهد.
سطوح پوشش داده شده با یک پوشش زیرین با گالوانیزه گرم می‌توانند به این روش تست شوند. ایزو ۶–۱۲۹۴۴ را ببینید.
مدت زمان تست می‌تواند از چند ساعت (مثلاً ۸ تا ۲۴ ساعت برای فولاد فسفاته) تا بیش از یک ماه (مثلاً ۲۷۰ ساعت برای پوشش روی- نیکل و ۱۰۰۰ ساعت برای پوشش معینی از براده‌های روی) متغیر باشد.